# 深州市双井经济开发区
深州市双井经济开发区，是中华人民共和国河北省衡水市深州市下辖的一个类似乡级单位。

## 行政区划
下辖以下地区：
双井村、师尹村、尚村、大贾村、郝刘庄村、寺头村、马官屯村、史家村、北斗村和张村。